# Cincia conspersa
Cincia conspersa är en fjärilsart som beskrevs av Walker 1854. Cincia conspersa ingår i släktet Cincia och familjen björnspinnare. Inga underarter finns listade i Catalogue of Life.